# Capelle aan den IJssel

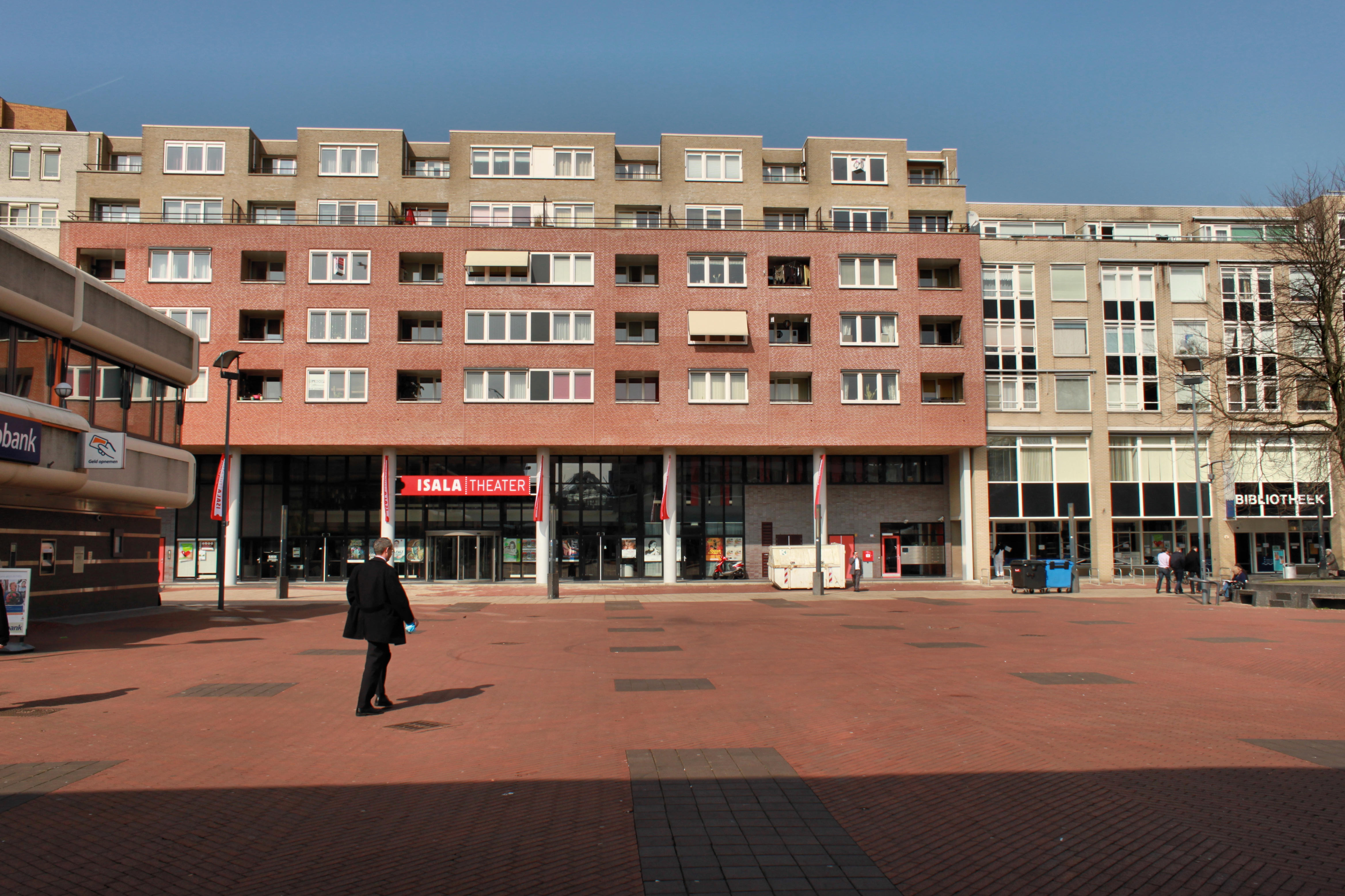
Torget i Capelle aan den IJssel.

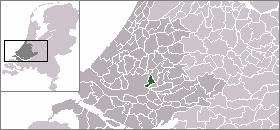
Lägeskarta

Capelle aan den IJssel är en kommun i provinsen Zuid-Holland i Nederländerna. Kommunens totala area är 15,42 km² (där 1,13 km² är vatten) och invånarantalet är på 65 354 invånare (2004).
Rotterdams tunnelbana går till Capelle aan den IJssel.